# Philephedra lutea
Philephedra lutea är en insektsart som först beskrevs av Cockerell 1893.  Philephedra lutea ingår i släktet Philephedra och familjen skålsköldlöss. Inga underarter finns listade i Catalogue of Life.